# Tsjechië op de Olympische Winterspelen 1994
Tijdens de Olympische Winterspelen van 1994, die in Lillehammer (Noorwegen) werden gehouden, nam Tsjechië voor de eerste keer deel.

## Deelnemers en resultaten
(m) = mannen, (v) = vrouwen 

### Biatlon
| Olympiër                                                   | Discipline             | Resultaat | Prestatie |
| ---------------------------------------------------------- | ---------------------- | --------- | --- |
| Petr Garabík                                               | 10 km (m)              | 21e       | 30.31,2 (+2.24,2) pen.: 1 (0 + 1)                                                                                           |
| Petr Garabík                                               | 20 km (m)              | 11e       | 59.48,9 (+2.23,6) pen.: 1 (0 + 1 + 0 + 0)                                                                                   |
| Jiří Holubec                                               | 10 km (m)              | 29e       | 30.45,2 (+2.38,2) pen.: 2 (0 + 2)                                                                                           |
| Jiří Holubec                                               | 20 km (m)              | 17e       | 1:00.18,9 (+3.53,6) pen.: 1 (0 + 0 + 0 + 1)                                                                                 |
| Tomáš Kos                                                  | 10 km (m)              | 46e       | 31.52,0 (+3.45,0) pen.: 1 (0 + 1)                                                                                           |
| Ivan Masařík                                               | 20 km (m)              | 34e       | 1:01.46,0 (+4.20,7) pen.: 3 (1 + 1 + 0 + 1)                                                                                 |
| Team Petr Garabík Tomáš Kos Ivan Masařík Jiří Holubec      | 4x7,5 km estafette (m) | 12e       | 1:35.26,0 (+5.03,9) pen.: 0 24.30,5 pen.: 0 (0 + 0) 24.11,8 pen.: 0 (0 + 0) 23.13,1 pen.: 0 (0 + 0) 23.30,6 pen.: 0 (0 + 0) |
|                                                            |                        |           | |
| Eva Háková                                                 | 7,5 km (v)             | 9e        | 26.48,2 (+39,4) pen.: 1 (1 + 0)                                                                                             |
| Eva Háková                                                 | 15 km (v)              | 35e       | 57.43,2 (+5.36,6) pen.: 6 (2 + 0 + 4 + 0)                                                                                   |
| Iveta Knížková                                             | 7,5 km (v)             | 34e       | 28.18,3 (+2.09,5) pen.: 3 (1 + 2)                                                                                           |
| Iveta Knížková                                             | 15 km (v)              | 34e       | 57.23,7 (+5.17,1) pen.: 6 (2 + 1 + 2 + 1)                                                                                   |
| Irena Novotná                                              | 15 km (v)              | 50e       | 59.29,0 (+7.22,4) pen.: 4 (0 + 2 + 1 + 1)                                                                                   |
| Jiřína Pelcová                                             | 7,5 km (v)             | 49e       | 29.23,0 (+3.14,2) pen.: 3 (0 + 3)                                                                                           |
| Jiřína Pelcová                                             | 15 km (v)              | 37e       | 58.07,3 (+6.00,7) pen.: 3 (1 + 0 + 0 + 2)                                                                                   |
| Gabriela Suvová                                            | 7,5 km (v)             | 63e       | 30.25,8 (+4.17,0) pen.: 4 (2 + 2)                                                                                           |
| Team Jana Kulhavá Jiřína Pelcová Iveta Knížková Eva Háková | 4x7,5 km estafette (v) | 7e        | 1:57.00,8 (+9.41,3) pen.: 3 29.03,0 pen.: 0 (0 + 0) 30.24,5 pen.: 1 (1 + 0) 30.19,5 pen.: 2 (2 + 0) 27.13,8 pen.: 0 (0 + 0) |

### Bobsleeën
| Olympiër                                           | Discipline                | Resultaat | Prestatie                                       |
| -------------------------------------------------- | ------------------------- | --------- | ----------------------------------------------- |
| Jiří Dzmura Pavel Polomský                         | 2-mansbob (m) Tsjechië I  | 7e        | 3.32,18 (+1,37) (52,66 / 53,18 / 53,02 / 53,32) |
| Pavel Puškár Jan Kobián                            | 2-mansbob (m) Tsjechië II | 20e       | 3.34,25 (+3,44) (53,44 / 53,42 / 53,54 / 53,85) |
| Jiří Dzmura Pavel Puškár Pavel Polomský Jan Kobián | 4-mansbob (m) Tsjechië I  | 10e       | 3.29,51 (+1,73) (52,35 / 52,45 / 52,31 / 52,40) |

### Kunstrijden
| Olympiër                        | Discipline | Resultaat | Prestatie                                                 |
| ------------------------------- | ---------- | --------- | --------------------------------------------------------- |
| Lenka Kulovaná                  | vrouwen    | 13e       | 19,5 p. (korte kür: 11 - lange kür: 14)                   |
| Irena Zemanová                  | vrouwen    | 27e       | dnq (korte kür: 27)                                       |
| Radka Kovaříková René Novotný   | paarrijden | 6e        | 8,5 p. (korte kür: 5 - lange kür: 6)                      |
| Kateřina Mrázová Martin Šimeček | ijsdansen  | 8e        | 16,0 p. (verpl.1: 8 - verpl.2: 8 - org.: 8 - vrij: 8)     |
| Radmila Chroboková Milan Brzý   | ijsdansen  | 16e       | 32,0 p. (verpl.1: 16 - verpl.2: 16 - org.: 16 - vrij: 16) |

### Langlaufen
| Olympiër                                                                       | Discipline                    | Resultaat | Prestatie                                           |
| ------------------------------------------------------------------------------ | ----------------------------- | --------- | --------------------------------------------------- |
| Pavel Benc                                                                     | 10 km klassiek (m)            | 65e       | 27.38,6 (+3.18,5)                                   |
| Pavel Benc                                                                     | 30 km vrije stijl (m)         | 25e       | 1:18.49,5 (+6.23,1)                                 |
| Pavel Benc                                                                     | achtervolging 10 km+15 km (m) | 36e       | +5.35,3 (10 km:27.38 + 15 km:38.06,1)               |
| Lubomír Buchta                                                                 | 10 km klassiek (m)            | 26e       | 26.17,6 (+1.57,5)                                   |
| Lubomír Buchta                                                                 | 50 km klassiek (m)            | 20e       | 2:14.50,0 (+7.29,7)                                 |
| Lubomír Buchta                                                                 | achtervolging 10 km+15 km (m) | 24e       | +4.45,2 (10 km:26.17 + 15 km:38.37,0)               |
| Václav Korunka                                                                 | 10 km klassiek (m)            | 59e       | 27.22,8 (+3.02,7)                                   |
| Václav Korunka                                                                 | achtervolging 10 km+15 km (m) | 37e       | +5.53,2 (10 km:27.22 + 15 km:38.40,0)               |
| Martin Petrásek                                                                | 10 km klassiek (m)            | 71e       | 28.10,0 (+3.49,9)                                   |
| Martin Petrásek                                                                | 50 km klassiek (m)            | dnf       | opgave                                              |
| Martin Petrásek                                                                | achtervolging 10 km+15 km (m) | 58e       | +8.15,0 (10 km:28.10 + 15 km:40.13,8)               |
| Jiří Teplý                                                                     | 30 km vrije stijl (m)         | 17e       | 1:17.37,8 (+5.11,4)                                 |
| Ondrej Valenta                                                                 | 30 km vrije stijl (m)         | 34e       | 1:20.04,1 (+7.37,7)                                 |
| Ondrej Valenta                                                                 | 50 km klassiek (m)            | 58e       | 2:26.08,6 (+18.48,3)                                |
| Team Lubomír Buchta Václav Korunka Jiří Teplý Pavel Benc                       | 4x10 km estafette (m)         | 8e        | 1:47.12,6 (+5.57,6) 27.10,0 28.55,4 25.41,2 25.26,0 |
|                                                                                |                               |           |                                                     |
| Lucie Chroustovská                                                             | 15 km vrije stijl (v)         | 48e       | 47.37,8 (+7.53,3)                                   |
| Lucie Chroustovská                                                             | 30 km klassiek (v)            | 39e       | 1:36.07,8 (+10.26,2)                                |
| Kateřina Neumannová                                                            | 5 km klassiek (v)             | 8e        | 14.49,6 (+40,8)                                     |
| Kateřina Neumannová                                                            | 15 km vrije stijl (v)         | 14e       | 43.25,1 (+3.40,6)                                   |
| Kateřina Neumannová                                                            | achtervolging 5 km+10 km (v)  | 6e        | +1.11,7 (5 km:14.49 + 10 km:28.00,8)                |
| Jana Rázlová                                                                   | 5 km klassiek (v)             | 55e       | 16.39,7 (+2.30,9)                                   |
| Jana Rázlová                                                                   | 30 km klassiek (v)            | 42e       | 1:36.40,9 (+10.59,3)                                |
| Jana Rázlová                                                                   | achtervolging 5 km+10 km (v)  | 52e       | +8.08,7 (5 km:16.39 + 10 km:33.07,8)                |
| Martina Vondrová                                                               | 5 km klassiek (v)             | 47e       | 16.27,3 (+2.18,5)                                   |
| Martina Vondrová                                                               | 15 km vrije stijl (v)         | 31e       | 45.29,1 (+5.44,6)                                   |
| Martina Vondrová                                                               | 30 km klassiek (v)            | 36e       | 1:34.50,1 (+9.08,5)                                 |
| Martina Vondrová                                                               | achtervolging 5 km+10 km (v)  | 44e       | +6.13,8 (5 km:16.27 + 10 km:31.24,9)                |
| Iveta Zelingerová                                                              | 5 km klassiek (v)             | 43e       | 16.15,6 (+2.06,8)                                   |
| Iveta Zelingerová                                                              | 15 km vrije stijl (v)         | 41e       | 46.56,3 (+7.11,8)                                   |
| Iveta Zelingerová                                                              | 30 km klassiek (v)            | dnf       | opgave                                              |
| Iveta Zelingerová                                                              | achtervolging 5 km+10 km (v)  | 33e       | +5.02,1 (5 km:16.15 + 10 km:30.25,2)                |
| Team Martina Vondrová Iveta Zelingerová Kateřina Neumannová Lucie Chroustovská | 4x5 km estafette (v)          | 9e        | 1:02.02,1 (+4.49,6) 16.39,6 16.05,0 14.08,0 15.09,5 |

### Noordse combinatie
| Olympiër                                      | Discipline      | Resultaat | Prestatie |
| --------------------------------------------- | --------------- | --------- | --- |
| František Máka                                | individueel (m) | 18e       | +6.18,3 — schans: 201,5 p — 15 km: 40.23,2 |
| Milan Kučera                                  | individueel (m) | 31e       | +8.14,6 — schans: 194,0 p — 15 km: 41.29,5 |
| Zbyněk Pánek                                  | individueel (m) | 32e       | +8.16,1 — schans: 171,0 p — 15 km: 38.58,0 |
| Miroslav Kopal                                | individueel (m) | dnf       | opgave — schans: 165,0 p — 15 km: — |
| Team Zbyněk Pánek Milan Kučera František Máka | team (m)        | 5e        | +12.04,1 — schans: 603,5 p — 30 km: 1:24.05,9 schans: 210,5 p — 10 km: 27.23,4 schans: 206,5 p — 10 km: 28.45,0 schans: 186,5 p — 10 km: 27.57,5 |

### Schansspringen
| Olympiër                                                        | Discipline                     | Resultaat | Prestatie |
| --------------------------------------------------------------- | ------------------------------ | --------- | --- |
| Ladislav Dluhoš                                                 | normale schans individueel (m) | dq        | diskwalificatie 108,5 p. (87,5 m) + diskwalificatie |
| Ladislav Dluhoš                                                 | grote schans individueel (m)   | 30e       | 141,8 punten 67,4 p. (95,5 m) + 74,4 p. (98,0 m) |
| Zbyněk Krompolc                                                 | normale schans individueel (m) | 36e       | 189,5 punten 106,0 p. (86,0 m) + 83,5 p. (75,5 m) |
| Zbyněk Krompolc                                                 | grote schans individueel (m)   | 29e       | 151,4 punten 90,2 p. (106,5 m) + 61,2 p. (91,5 m) |
| Jiří Parma                                                      | normale schans individueel (m) | 19e       | 226,5 punten 118,0 p. (92,0 m) + 108,5 p. (87,0 m) |
| Jiří Parma                                                      | grote schans individueel (m)   | 39e       | 124,7 punten 88,1 p. (104,5 m) + 36,6 p. (82,0 m) |
| Jaroslav Sakala                                                 | normale schans individueel (m) | 13e       | 235,0 punten 109,0 p. (86,5 m) + 126,0 p. (94,5 m) |
| Jaroslav Sakala                                                 | grote schans individueel (m)   | 7e        | 222,0 punten 113,1 p. (117,0 m) + 108,9 p. (115,5 m) |
| Team Ladislav Dluhoš Zbyněk Krompolc Jiří Parma Jaroslav Sakala | grote schans team (m)          | 7e        | 800,7 punten 94,2 p. (109,0 m) + 105,6 p. (114,5 m) 109,5 p. (117,5 m) + 112,4 p. (118,0 m) 92,1 p. (107,0 m) + 83,0 p. (102,5 m) 106,1 p. (114,5 m) + 97,8 p. (111,0 m) |

### IJshockey
| Olympiër | Discipline | Resultaat | Prestatie |
| --- | ---------- | --------- | --- |
| Petr Bříza Roman Turek Jiří Vykoukal Drahomír Kadlec Bedřich Ščerban Antonín Stavjaňa Miloslav Hořava Jiří Veber Jan Vopat Kamil Kašťák Richard Žemlička Roman Horák Jan Alinc Tomáš Sršeň Petr Hrbek Tomáš Kapusta Otakar Janecký Jiří Kučera Martin Hosták Pavel Geffert Jiří Doležal Radek Ťoupal | mannen     | 5e        | Voorronde groep A: 1- 3 Tsjechië - Finland 7- 3 Tsjechië - Oostenrijk 1- 0 Tsjechië - Duitsland 4- 1 Tsjechië - Noorwegen 3- 4 Tsjechië - Rusland Kwartfinale: 2- 3 Tsjechië - Canada Wedstrijd om 5e t/m 8e plaats: 5- 3 Tsjechië - Verenigde Staten Wedstrijd om de 5e plaats: 7- 1 Tsjechië - Slowakije |

Amerikaanse Maagdeneilanden · Amerikaans-Samoa · Andorra · Argentinië · Armenië · Australië · België · Bermuda · Bosnië en Herzegovina · Brazilië · Bulgarije · Canada · Chili · China · Chinees Taipei · Cyprus · Denemarken · Duitsland · Estland · Fiji · Finland · Frankrijk · Georgië · Griekenland · Groot-Brittannië · Hongarije · IJsland · Israël · Italië · Jamaica · Japan · Kazachstan · Kirgizië · Kroatië · Letland · Liechtenstein · Litouwen · Luxemburg · Mexico · Moldavië · Monaco · Mongolië · Nederland · Nieuw-Zeeland · Noorwegen · Oekraïne · Oezbekistan · Oostenrijk · Polen · Portugal · Puerto Rico · Roemenië · Rusland · San Marino · Senegal · Slovenië · Slowakije · Spanje · Trinidad en Tobago · Tsjechië · Turkije · Verenigde Staten · Wit-Rusland · Zuid-Afrika · Zuid-Korea · Zweden · Zwitserland